# Llista de topònims de Sant Nazari de Rosselló
Llista de topònims (noms propis de lloc) de Sant Nazari de Rosselló (Rosselló).
Informació actualitzada per un bot. Els canvis manuals es perdran quan s'actualitzi!

## església
| imatge | Nom                   | Ubicat a                | instància de | Detalls | coordenades                                                    | Protecció | Commons (més fotos)                                         | Dades a WD                    |
| ------ | --------------------- | ----------------------- | ------------ | ------- | -------------------------------------------------------------- | --------- | ----------------------------------------------------------- | ----------------------------- |
|        | Mare de Déu de l'Arca | Sant Nazari de Rosselló | església     |         | 42° 39′ 56″ N, 2° 58′ 14″ E / 42.665426°N,2.970443°E 14.4 msnm |           | Chapelle Notre-Dame de l'Arca                               | Modifica les dades a Wikidata |
|        | Sant Nazari de Solsà  | Sant Nazari de Rosselló | església     |         | 42° 40′ 08″ N, 2° 59′ 28″ E / 42.6688326°N,2.9910466°E         |           | Église Saint-Nazaire de Saint-Nazaire (Pyrénées-Orientales) | Modifica les dades a Wikidata |

## Misc
| imatge | Nom                                        | Ubicat a                                   | instància de                          | Detalls                                        | coordenades                                                                                                | Protecció | Commons (més fotos)                              | Dades a WD                    |
| ------ | ------------------------------------------ | ------------------------------------------ | ------------------------------------- | ---------------------------------------------- | --- | --------- | ------------------------------------------------ | ----------------------------- |
|        | Agulla de la Mar                           | Pirineus Orientals                         | canal                                 | Desemboca: Estany de Sant Nazari Llarg: 13.3km | 42° 38′ 58″ N, 3° 01′ 05″ E / 42.649575°N,3.018182°E                                                       |           |                                                  | Modifica les dades a Wikidata |
|        | Castell de Sant Nazari                     | Sant Nazari de Rosselló                    | castell                               |                                                | 42° 37′ 32″ N, 2° 56′ 56″ E / 42.625675°N,2.94893333333°E                                                  |           |                                                  | Modifica les dades a Wikidata |
|        | Estany de Sant Nazari                      | Canet de Rosselló Sant Nazari de Rosselló  | llacuna bassa llac                    | Superfície: 782ha                              | 42° 40′ 06″ N, 3° 01′ 23″ E / 42.668222222222°N,3.0230833333333°E 0 msnm                                   |           | Étang de Canet-Saint-Nazaire                     | Modifica les dades a Wikidata |
|        | Mota de Vila Muntà                         | Pirineus Orientals Sant Nazari de Rosselló | edifici                               |                                                | 42° 39′ 59″ N, 2° 58′ 09″ E / 42.666258333333°N,2.9691944444444°E 5.8 msnm                                 |           |                                                  | Modifica les dades a Wikidata |
|        | avinguda de París                          | Sant Nazari de Rosselló                    | avinguda                              | Anomenat per: París                            | 42° 40′ 08″ N, 2° 59′ 20″ E / 42.668845°N,2.988873°E                                                       |           |                                                  | Modifica les dades a Wikidata |
|        | casa de la vila de Sant Nazari de Rosselló | Sant Nazari de Rosselló                    | instal·lació Ús: seu del govern local |                                                | 42° 40′ 08″ N, 2° 59′ 26″ E / 42.6687620613118°N,2.99047762024484°E fr:HOTEL DE VILLE, 66570 SAINT-NAZAIRE |           | Town hall of Saint-Nazaire (Pyrénées-Orientales) | Modifica les dades a Wikidata |
|        | cementiri de Sant Nazari de Rosselló       | Sant Nazari de Rosselló                    | cementiri                             |                                                | 42° 39′ 52″ N, 2° 59′ 32″ E / 42.6645°N,2.9923°E                                                           |           |                                                  | Modifica les dades a Wikidata |